# Ракіцький Ярослав Володимирович
Яросла́в Володи́мирович Ракіцький (нар. 3 серпня 1989, Першотравенськ, Дніпропетровська область) — український футболіст, центральний захисник одеського «Чорноморця».
Багаторазовий чемпіон України в складі «Шахтаря», триразовий чемпіон Росії в складі «Зеніту». Учасник чемпіонатів Європи 2012 і 2016 у складі збірної України.
Вихованець академії «Шахтаря», пройшов усі юнацькі команди клубу та закріпився в основному складі «гірників» з 2009 року.

## Клубна кар'єра
Вихованець футбольних шкіл «Самара-Метеорит» з Павлограда та донецького УОР, а також дитячої футбольної академії донецького «Шахтаря». У 10 років був на перегляді у київському «Динамо». Протягом 2002—2006 років у дитячо-юнацькій футбольній лізі провів 65 матчів, відзначився 8 забитими голами. 31 липня 2006 року дебютував у матчах другої ліги чемпіонату України у складі команди «Шахтар-3» (матч проти краснопільського «Явора», перемога 2:1). Усього протягом 2006—2008 років у складі «Шахтаря-3» відіграв 31 матч, відзначився чотирма забитими голами.
За першу команду «Шахтаря» дебютував 15 серпня 2009 року у матчі 1/16 фіналу розіграшу кубка України проти овідіопольського «Дністра» (перемога 6:1). 12 вересня у 1/8 фіналу того ж розіграшу забив команді «Єдність» (Плиски) перший гол за основу (перемога 3:1). Після переходу в «Барселону» Дмитра Чигринського, основного захисника «Шахтаря», Ярослав отримав шанс влитися до головної команди. Це йому вдалося, і з того часу Ракіцький закріпився в основному складі донеччан.
З 28 січня 2019 до 2 березня 2022 року — гравець російського клубу «Зеніт» (Санкт-Петербург). Після початку російського вторгнення в Україну Ракіцький розірвав контракт з «Зенітом»: клуб повідомив, що причиною цьому стали сімейні обставини.
Навесні 2022 року тренувався з «Металістом» і «Шахтарем». У липні став гравцем турецького «Адана Демірспор».
16 січня 2023 року офіційно повернувся до складу «Шахтаря».

## Виступи за збірні
З 2008 року викликався до молодіжної збірної України (дебют 10 жовтня у матчі проти однолітків з Нідерландів, нічия 1:1). У складі української молодіжної збірної був учасником фінального етапу молодіжного чемпіонату Європи 2011 року, в рамках якого взяв участь в усіх трьох іграх команди на турнірі.
Після отримання постійного місця в основі «Шахтаря» був викликаний до національної збірної України, у формі головної команди країни дебютував 10 жовтня 2009 року у матчі проти збірної Англії (перемога 1:0). Перший гол за національну збірну забив у другому своєму зіграному за неї матчі, відзначившись у воротах збірної Андорри 14 жовтня 2009 року.
У складі збірної України брав участь у матчах Євро-2012 та 2016.
6 листопада 2019 року оголосив про завершення кар'єри в збірній України.

## Статистика виступів
Станом на 3 березня 2022 року
| Сезон              | Команда                   | Чемпіонат | Чемпіонат | Кубок | Кубок | Єврокубки | Єврокубки | Інші кубки | Інші кубки | Всього | Всього |
| Сезон              | Команда                   | Матчі     | Голи      | Матчі | Голи  | Матчі     | Голи      | Матчі      | Голи       | Матчі  | Голи   |
| ------------------ | ------------------------- | --------- | --------- | ----- | ----- | --------- | --------- | ---------- | ---------- | ------ | ------ |
| 2006-2007          | «Шахтар-3»                | 15        | 1         | —     | —     | —         | —         | —          | —          | 15     | 1      |
| 2007-2008          | «Шахтар-3»                | 16        | 3         | —     | —     | —         | —         | —          | —          | 16     | 3      |
| Всього в Шахтарі-3 | Всього в Шахтарі-3        | 31        | 4         |       |       |           |           |            |            | 31     | 4      |
| 2009-2010          | «Шахтар»                  | 24        | 0         | 4     | 1     | 9         | 1         | —          | —          | 37     | 2      |
| 2010-2011          | «Шахтар»                  | 21        | 1         | 2     | 0     | 10        | 1         | 1          | 0          | 34     | 2      |
| 2011-2012          | «Шахтар»                  | 27        | 2         | 5     | 0     | 4         | 0         | 1          | 0          | 37     | 2      |
| 2012-2013          | «Шахтар»                  | 24        | 1         | 2     | 0     | 8         | 0         | 1          | 0          | 35     | 1      |
| 2013-2014          | «Шахтар»                  | 23        | 0         | 1     | 0     | 7         | 0         | 1          | 0          | 32     | 0      |
| 2014-2015          | «Шахтар»                  | 18        | 2         | 5     | 0     | 8         | 0         | 1          | 0          | 32     | 2      |
| 2015-2016          | «Шахтар»                  | 18        | 2         | 2     | 0     | 17        | 1         | 1          | 0          | 38     | 3      |
| 2016-2017          | «Шахтар»                  | 21        | 0         | 2     | 0     | 8         | 0         | 0          | 0          | 31     | 0      |
| 2017-2018          | «Шахтар»                  | 23        | 0         | 3     | 1     | 7         | 0         | 1          | 0          | 34     | 1      |
| 2018-2019          | «Шахтар»                  | 11        | 1         | 1     | 0     | 4         | 0         | 0          | 0          | 16     | 1      |
| Всього в «Шахтарі» | Всього в «Шахтарі»        | 210       | 9         | 26    | 2     | 82        | 3         | 7          | 0          | 325    | 14     |
| 2018-2019          | «Зеніт» (Санкт-Петербург) | 12        | 3         | 0     | 0     | 4         | 0         | 0          | 0          | 16     | 3      |
| 2019-2020          | «Зеніт» (Санкт-Петербург) | 27        | 0         | 4     | 0     | 5         | 1         | 1          | 0          | 37     | 1      |
| 2020-2021          | «Зеніт» (Санкт-Петербург) | 24        | 1         | 1     | 0     | 6         | 0         | 1          | 0          | 32     | 1      |
| 2021-2022          | «Зеніт» (Санкт-Петербург) | 15        | 1         | 0     | 0     | 7         | 1         | 1          | 0          | 23     | 2      |
| Всього в «Зеніті»  | Всього в «Зеніті»         | 78        | 5         | 5     | 0     | 22        | 2         | 3          | 0          | 108    | 7      |
| Всього за кар'єру  | Всього за кар'єру         | 319       | 18        | 31    | 2     | 104       | 5         | 10         | 0          | 464    | 28     |

## Досягнення
«Шахтар»
- Чемпіон України: 2009-10, 2010-11, 2011-12, 2012-13, 2013-14, 2016-17, 2017-18, 2018-19[9], 2022-23, 2023-24
- Володар кубка України: 2010-11, 2011-12, 2012-13, 2015-16, 2016-17, 2017-18, 2023-24
- Володар Суперкубка України: 2008, 2010, 2012, 2015, 2017

«Зеніт»
- Чемпіон Росії: 2018-19, 2019–20, 2020-21, 2021-22
- Володар Кубка Росії: 2019-20
- Володар Суперкубка Росії: 2020, 2021

## Родина та особисте життя
Мати — підприємець, володіє б'юті студією Олени Ракіцької у місті Дніпро. Батько працював на шахті в Першотравенську. Дід і дядько Ярослава займалися боротьбою на професійному рівні. Саме дідусь привів Ярослава на футбол.
Його молодша сестра Дар'я — чемпіонка України з жіночого футзалу сезону 2023/2024, експерт зі спортивного маркетингу та спонсорства.